# 国立勤益科技大学
国立勤益科技大学（こくりつきんえきかぎだいがく、National Chin-Yi University of Technology）は台湾台中市太平区に位置する技術大学。

## 歴史
| 年     | 月日   | 事跡                               |
| ------ | ------ | ---------------------------------- |
| 1971年 | 8月    | 私立勤益工業技芸専科学校として開校 |
| 1973年 | 6月    | 私立勤益工業専科学校と改称         |
| 1990年 | 1月1日 | 私立勤益工商専科学校と改称         |
| 1991年 | 7月1日 | 国立勤益工商専科学校と改編         |
| 1999年 | 7月1日 | 国立勤益技術学院と改称             |
| 2007年 | 2月1日 | 国立勤益科技大学と改称             |

## 組織
| - 工学学群 - 材料化学工学研究所 - 精密機械製造テクノロジー研究所 - 冷凍空調エネルギーテクノロジー研究所 - 機械工学系 - 化工材料工学系 - 冷凍空調系 - 自動化工学系 - 管理学群 - 生産システム工学管理研究所 - 流通テクノロジー管理研究所 - 企業管理研究所 - 企業管理系 - 情報管理系 - 流通管理系 - 工業工学管理系 | - 電機情報学群 - コンピューター情報テクノロジー研究所 - 電機工学系/研究所 - 電子工学系 - 情報工学系 - 人文社会学学群 - 応用英語系 - レジャー運動管理系 - 教養課程センター - 研究センター - 知的生活研究開発センター - 新世紀エネルギー資源産業テクノロジー研究センター - 英語LLセンター - 日本研究センター |

## 協定校一覧

### 日本の協定校
- 公立諏訪東京理科大学